# 富士山駅 - 羽田空港線
富士山駅 - 羽田空港線（ふじさんえき - はねだくうこうせん）は、山梨県の郡内地方と羽田空港を結ぶ空港連絡バス（高速バス）路線である。

## 概要
富士急行（河口湖営業所担当）と京浜急行バス（羽田営業所担当）の共同運行により2011年7月16日に開設された。なお、富士急側の担当は2012年4月1日に、富士急行河口湖営業所から富士急山梨バス（現・富士急バス）本社営業所に移管されている。
2020年3月現在1日6往復が運行されており、富士急と京急がそれぞれ3往復担当している。山梨県内から羽田空港へ向かうリムジンバスは他に山梨交通と京急が運行している竜王・甲府 - 羽田空港線があるが郡内地方を経由していないことから、この路線の開設により郡内地方から羽田空港へ向かう際の利便性が大幅に向上している。また空港から富士急ハイランドへ直接アクセスしており、往復運賃にフリーパスを付加したセット券も発売されている。

## 停留所
- 富士山駅（山梨県富士吉田市）
- 河口湖駅（山梨県南都留郡富士河口湖町）
- 富士山パーキング（山梨県富士吉田市） - 富士スバルラインのマイカー規制期間中のみ経由
- 富士急ハイランド（山梨県富士吉田市） - 第1入園口側のバスターミナルに発着
- 中央道下吉田（山梨県富士吉田市）
- 中央道西桂（山梨県南都留郡西桂町）
- 中央道都留（山梨県都留市）
- 中央道小形山（山梨県都留市）
- 品川駅（港南口） （東京都港区）
- 羽田空港（東京都大田区）
  - 第1ターミナル
  - 第2ターミナル
  - 第3ターミナル

山梨県内は羽田空港方面が乗車のみ、富士山駅方面が降車のみ。
東京都内は羽田空港方面が降車のみ、富士山駅方面が乗車のみ。
羽田空港内のターミナルは、羽田空港方面が第2→第1→第3、富士山駅方面が第3→第2→第1の順に停車する。
1往復は第1ターミナルを通過する。

## その他
当路線が開設する前に富士急ハイランド・河口湖駅から富士山静岡空港へ向かう空港連絡バスが存在した。富士急山梨バスの単独路線で富士急ハイランドおよび河口湖駅から富士宮駅、新富士駅および静岡駅南口を経由するもので、富士山駅（当時は富士吉田駅）へは乗り入れていなかった。2009年6月4日の開港日に開設されたこの路線は郡内地方初の空港連絡バスであったが、2010年3月31日を最後に運行休止となった。なお、所要時間は3時間30分から3時間45分とその後開設された羽田空港線の約2時間30分より1時間以上多く要しており、また運賃も羽田空港線と比較して割高であった。